# Kwadratura (architektura)

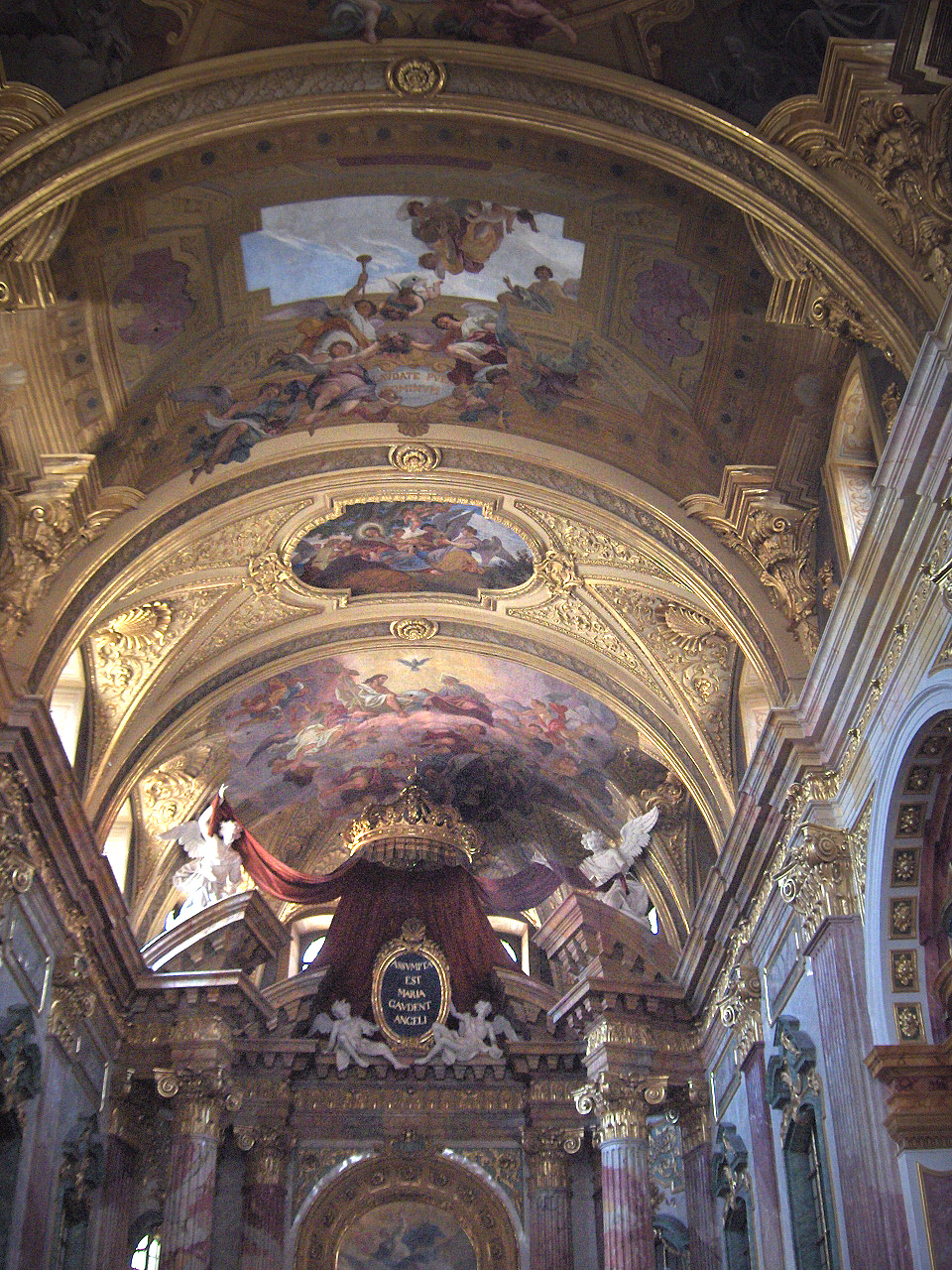
Sufit w Kościele Jezuitów w Wiedniu, fresk wykorzystujący technikę kwadratury, autor: Andrea Pozzo

Kwadratura (także quadratura) – termin wprowadzony w epoce baroku na określenie symulacji elementów architektonicznych przy wykorzystaniu efektów złudzenia optycznego. Technika kwadratury łączy elementy architektury, malarstwa i rzeźby, dając efekt  iluzji przestrzeni.

## Historia
Kwadratura pojawiła się po raz pierwszy w sztuce starożytnego Rzymu, w XV wieku ten rodzaj dekoracji przywrócił
Andrea Mantegna. Rozkwit kwadratury nastąpił w epoce baroku, szczególnie we Włoszech.

## Technika
Artysta domalowywał w perspektywie "fałszywe" elementy architektoniczne na płaskim lub kolebkowym sklepieniu w taki sposób, że sprawiają wrażenie kontynuacji tych istniejących. Linie perspektywy zbiegają się w jednym punkcie. Postacie w mocno skróconej perspektywie oraz domalowane ściany czy kolumny dają złudzenie przestrzennej głębi, sfery niebieskiej czy prześwitu nieba.
Z techniką kwadratury wiąże się często zastosowanie anamorfozy – przeznaczone do oglądania pod odpowiednim kątem obrazy naścienne mogą np. udawać prawdziwe posągi stojące w niszach czy sprawiać wrażenie prześwitu z widocznym niebem.

### Przykłady zastosowania kwadratury
- Andrea Pozzo: kościół św. Ignacego Loyoli w Rzymie, Kościół Jezuitów w Wiedniu. Pozzo zawarł również podstawy teoretyczne  swych idei artystycznych w dwutomowym dziele zatytułowanym Perspectiva pictorum et architectorum Andreae Putei a societate Jesu (Rzym, 1693-1700),
- Pietro da Cortona: Palazzo Barberini,
- Giovanni Battista Tiepolo: Ca'Rezzonico, Villa Pisani w Stra, sala tronowa Pałacu Królewskiego w Madrycie,
- Andrea Palladio: Villa Rotonda w Vicenzy,
- Baldassare Peruzzi: Villa Farnesina w Rzymie.